# Uribarri Arratzua
Uribarri Arratzua (en castellà Ullíbarri Arrazua) és un poble (concejo) de la Zona Rural Est de Vitòria, al territori històric d'Àlaba.

## Geografia
Situat en l'extrem nord-est de municipi en el marge dret del rierol Angostalde, subafluent del riu Dulantzi a 539 msnm.
Accés des de l'A-1 fins a la carretera local A-3008 que travessa la localitat.

## Demografia
Té una població de 51 habitants. L'any 2010 tenia 65 habitants.
| 2000 | 2001 | 2002 | 2003 | 2004 | 2005 | 2006 | 2007 |
| ---- | ---- | ---- | ---- | ---- | ---- | ---- | ---- |
| 43   | 47   | 47   | 44   | 47   | 48   | 49   | 51   |

## Història
Un dels 43 llogarets que s'uniren a Vitòria en diferents temps i ocasions i que en segregar-se en 1840 la Quadrilla d'Añana va romandre en la Quadrilla de Vitoria. Durant l'Antic Règim pertanyia a la diòcesi de Calahorra, vicaria de Vitòria i arxiprestatge d'Armentia.

## Patrimoni Monumental
Església parroquial catòlica sota l'advocació de Sant Esteve.
Edifici medieval, reformat en època neoclàssica amb torre quadrada d'estil barroc tardà, obra de José Iloro (1752) i rematada per Joaquín de Ibarrucea i Francisco de Ortueta en 1763.